# Pablo Pinillos
Pablo Pinillos Caro (* 9. Juli 1974 in Murillo de Río Leza) ist ein ehemaliger spanischer Fußballspieler.
Pablo Pinillos ist wohl was man einen "Spätstarter" im Profifußball nennt. Nach Engagements bei mehreren kleineren Vereinen kam er 1997 mit 23 Jahren zu Deportivo La Coruña. Doch das Glück blieb ihm zunächst nur zwei Jahre hold, ehe er vier Jahre in Toledo und bei SD Compostela spielte. Seit 2003 ging es aber dann doch bergauf für ihn mit Engagements bei UD Levante und danach ab 2005 bei Racing Santander, wo er seine Karriere auch beendete.